# Liudolf Saský
Liudolf Saský († 866) byl saský hrabě, první historicky doložený člen rodu Liudolfovců.
Byl ženat s Odou, dcerou saského velmože jménem Billung a Aedy, zřejmě franského původu. Kolem roku 850 založil spolu se ženou ženský klášter v Gandersheimu.
Manželé spolu měli nejméně 6 dětí:
- Bruno († 880), saský vévoda
- Ota († 912), saský vévoda
- Liudgarda († 885), manželka Ludvíka Mladšího, východofranského krále
- Hathumod († 874), abatyše v Gandersheimu
- Gerberga († 896), abatyše v Gandersheimu
- Christina († 919), abatyše v Gandersheimu